# Sergej Chižničenko
Sergej Alexandrovič Chižničenko (cyrilicí Сергей Александрович Хижниченко; * 17. července 1991, Usť-Kamenogorsk, Kazašská SSR, SSSR) je kazachstánský fotbalový útočník a reprezentant, momentálně hráč polského klubu Korona Kielce.

## Reprezentační kariéra
Hrál za mládežnické reprezentace Kazachstánu U19 a U21.
V A-mužstvu reprezentace Kazachstánu debutoval 10. 6. 2009 v kvalifikačním zápase v Kyjevě proti Ukrajině (prohra 1:2).